# 蒋子丹
蒋子丹（1954年—），女，湖南涟源人，中国作家，庄重文文学奖获得者。曾任中国作家协会全国委员会委员。